# NGC 4898/1
NGC 4898/1 је елиптична галаксија у сазвежђу Береникина коса која се налази на NGC листи објеката дубоког неба.
Деклинација објекта је + 27° 57' 18" а ректасцензија 13h 0m 17,7s. Привидна величина (магнитуда) објекта NGC 4898 износи 13,6 а фотографска магнитуда 14,6. NGC 48981 је још познат и под ознакама MCG 5-31-82, CGCG 160-248, DRCG 27-121, PGC 44736.